# Alto Saona
Alto Saona (70; en francés: Haute-Saône) es un departamento francés situado en la región del Borgoña-Franco Condado. Debe su nombre al río Saona. Sus habitantes se llaman, en francés, haut-saônois.

## Geografía
Limita al norte con Vosgos, al este con el Territorio de Belfort, al sur con Doubs y Jura, y al este con Côte-d'Or y Alto Marne.

## Demografía
| 1801    | 1831    | 1841    | 1851    | 1856    | 1861    | 1866    |
| ------- | ------- | ------- | ------- | ------- | ------- | ------- |
| 291.579 | 338.910 | 347.627 | 347.469 | 312.397 | 317.183 | 317.706 |
| 1872    | 1876    | 1881    | 1886    | 1891    | 1896    | 1901    |
| 303.088 | 304.052 | 295.905 | 290.954 | 280.856 | 272.891 | 266.605 |
| 1906    | 1911    | 1921    | 1926    | 1931    | 1936    | 1946    |
| 263.890 | 257.606 | 228.348 | 226.313 | 219.257 | 212.829 | 202.573 |
| 1954    | 1962    | 1968    | 1975    | 1982    | 1990    | 1999    |
| 209.303 | 208.440 | 214.176 | 222.254 | 231.962 | 229.650 | 229.732 |

Notas a la tabla:
- En 1829 se incorporó la comuna de Couthenans, proveniente de Doubs.
- El 28 de julio de 1971, una pequeña modificación de límites con Doubs hizo incorporarse a Alto Saona territorios que contenían (según el censo de 1968) once habitantes.
- La comuna de Frettes (209 habitantes en 1968) se separó de Alto Marne, pasando a Alto Saona y anexándose a la de Champlitte.

La principal ciudad del departamento es Vesoul, que, según el censo de 1999, contaba con 17.168 habitantes en el municipio, 28.810 en la aglomeración.

## Historia
El departamento del Alto Saona fue creado por la ley del 22 de diciembre de 1789, a partir de una parte de la antigua provincia del Franco Condado. En un principio la capitalidad se alternaba entre Gray y Vesoul, para quedar fijada en la primera desde 1794 hasta el 17 de febrero de 1800, en que pasó a Vesoul, donde continúa.